# Reterre
Reterre – miejscowość i gmina we Francji, w regionie Nowa Akwitania, w departamencie Creuse.
Według danych na rok 1990 gminę zamieszkiwało 365 osób, a gęstość zaludnienia wynosiła 21 osób/km² (wśród 747 gmin Limousin Reterre plasuje się na 313. miejscu pod względem liczby ludności, natomiast pod względem powierzchni na miejscu 398.).